# FlashFXP
FlashFXP – komercyjny klient FTP, dawniej rozwijany przez IniCom Networks, a od 2009 r. przez OpenSight Software.
Umożliwia pobieranie danych z serwera FTP oraz ich transfer pomiędzy dwoma serwerami (FXP). FlashFXP korzysta również z protokołów SSL/TLS.
Jest wyposażony w interfejs przypominający systemową przeglądarkę plików, a jego obsługa ma być prosta do opanowania dla początkujących użytkowników.
Aplikacja jest przeznaczona dla systemów Microsoft Windows.

## Właściwości programu
- Łączenie przy użyciu kodowania SSL/TLS
- Opcje transferu: upload, download i site-to-site
- Obsługa komendy chmod
- Opcja samoczynnego rozłączania po ukończeniu procesu
- Możliwość wznawiania transferu danych
- Wbudowana obsługa serwerów proxy
- Możliwość ustawienia harmonogramu zadań
- Swobodne ograniczanie transferu
- Obsługa metody „przeciągnij i upuść”
- Funkcja importu bazy adresów z innych programów
- Darmowy okres próbny (30 dni)

Źródła.